# Elasmopus rapax
Elasmopus rapax är en kräftdjursart som beskrevs av Costa 1853. Elasmopus rapax ingår i släktet Elasmopus och familjen Melitidae. Arten är reproducerande i Sverige. Inga underarter finns listade i Catalogue of Life.